# Lothar Johann Hugo Franz von Ostein
Lothar Johann Hugo Franz von Ostein (* 21. Juni 1695; † 27. Februar 1759) war ein kaiserlicher, Kurmainzer, Eichstätter und Augsburger Geheimer Rat aus einer einflussreichen Familie. Er war ab 1729 Kantor im Bistum Würzburg, seit 1711 Domherr in Bistum Eichstätt und Augsburg und seit 1746 Propst von St. Moritz.

## Vater
Sein Vater war Johann Franz Sebastian von Ostein (* 4. November 1652 in Pruntrut; † 24. Juni 1718 in Aschaffenburg). Einer dessen Vorfahren war Johann Heinrich von Ostein (* 1579; † 26. November 1646 in Delsberg) seit 1628 Bischof von Basel (während des Dreißigjährigen Krieges); Aufgrund der Reformation der Stadt Basel wurde bereits 1527 der offizielle Sitz des Fürstbischofs nach Pruntrut verlegt, daher sein Geburtsort. Er selbst war Kurmainzer Geheimrat, Kammerherr, Kämmerer und Oberamtmann zu Amorbach, Buchau, Walldürn und Selingenthal.
Johann Franz Sebastian von Ostein verkaufte seine ererbten Güter nebst dem im Dreißigjährigen Krieg zerstörten Stammschloss Ostein an die Antoniter Komturei zu Isenheim im Elsass. Im Jahre 1710 kaufte er für 400.000 Gulden ein im Königreich Böhmen gelegenes Landgut, die Herrschaft Maleschau (heute Maselow). Auch erwarb er die als Niederwald genutzten Ländereien der kurfürstlich Mainzer Burg Ehrenfels (Hessen). Diese ehemalige Zollburg wurde nach Eroberung durch die Franzosen und vor deren Rückzug 1689 im Verlauf des Pfälzischen Erbfolgekrieges von diesen zerstört. Die Ruine wurde vom Mainzer Domkapitel aufgegeben und damit war deren Wirtschaftswald zu verkaufen. 1693 gingen Teile und dann nochmals 1705 der Rest der Liegenschaft an Johann Franz Sebastian von Ostein.

## Mutter
Sein Vater heiratete am 12. Juni 1687 mit 35 Jahren die 16-jährige Anna Karolina Maria von Schönborn (* 3. Oktober 1671; † 7. Februar 1746 in Aschaffenburg). Sie wurde 75 Jahre alt. Sie war eines von 18 Kindern des einflussreichen kurmainzischen Staatsminister Melchior Friedrich von Schönborn-Buchheim. Ihre Geschwister waren u. a.
- Friedrich Karl Reichsgraf von Schönborn-Buchheim (* 1674 in Mainz; † 1746 in Würzburg) war seit 1729 Fürstbischof von Würzburg und Bamberg und Reichsvizekanzler.
- Franz Georg Reichsfreiherr (seit 1701 Reichsgraf) von Schönborn-Buchheim (* 1682 in Mainz; † 1756 in Schloss Philippsburg, Koblenz) war seit 1729 Kurfürst von Trier, Fürstabt von Prüm, sowie seit 1732 Fürstbischof von Worms und Fürstpropst von Ellwangen
- Johann Philipp Franz von Schönborn (* 1673 in Würzburg; † 1724 bei Bad Mergentheim) war seit 1719 Fürstbischof von Würzburg
- Damian Hugo Philipp Reichsgraf von Schönborn-Buchheim (* 1676 in Mainz; † 1743 in Bruchsal) war Kardinal und seit 1719 Fürstbischof von Speyer und seit 1740 Fürstbischof von Konstanz

## Geschwister
Obwohl seine Eltern 18 Kinder zeugten, von denen aber nur die Hälfte, nämlich 9 Kinder den Vater überlebten, gehörte seine Generation zu den vorletzten Namensträger dieses Adelsgeschlechtes „von Ostein“. Mit seinen Kindern starb die Familie „von Ostein“ aus.
- 1. Johann Friedrich Karl (* 6. Juli 1689 in Amorbach; † 4. Juni 1763) wurde 74 Jahre alt und war die letzten 20 Jahre (ab 1743) Kurfürst und Erzbischof von Mainz
- 2. Ludwig Karl Johann Eckenbert  (* 6. August 1691; † 10. Oktober 1734) wurde 43 Jahre. Er war kurfürstlich Mainzer und bischöflich Bamberger Geheimrat und Kammerpräsident
- 3. Johann Franz Heinrich Carl (* 2. Februar 1693; † 29. April 1742) wurde 49 Jahre alt. Er war Jurist, ein kaiserlicher Wirklicher Geheimer Rat und zeitweise kaiserlicher Botschafter. Kurz vor seinem Tod 1742 wurde er Reichshofratspräsident in Frankfurt.
- 4. Johann Franz Wolfgang Damian (* 3. Mai 1694; † 5. Januar 1778) wurde 84 Jahre. Er war Kurmainzer Oberamtmann, Reichsgraf, Domkapitular in Bamberg
- 5. Lothar Johann Hugo Franz (* 21. Juni 1695; † 27. Februar 1759) wurde 64 Jahre. Er war Domherr zu Eichstätt und Augsburg, kurmainzischer, fürstlich-augsburgischer, eichstättischer und fuldischer Geheimrat
- 6. Johann Philipp Karl Franz (* 3. Oktober 1697; † 9. Dezember 1719 in Paris) wurde nur 22 Jahre alt. Er war Domherr zu Trier und Lüttich
- 7. Maria Anna Charlotta Franziska (* 3. Oktober 1698; † 5. Mai 1766) wurde 68 Jahre alt und starb unvermählt.
- 8. Ludwig Wilhelm Johann Maximilian (* 6. Dezember 1705; † 29. August 1757 in Wien) wurde 52 Jahre. Er war Befehlshaber der Mainzer Kavallerie, 1750 Reichs-General-Feldmarschall-Leutnant und starb unverheiratet.
- 9. Maria Antonia Franziska (* 8. Juni 1710; † 8. Oktober 1788 in Koblenz) wurde 78 Jahre. Sie heiratete am 30. Juni 1726 den Grafen Rudolf Johann Walpot von Bassenheim, der aber bereits 5 Jahre später am 29. Juni 1731 verstarb. Für sie ließ ihr Bruder und Kurfürst Johann Friedrich Karl von Ostein in Mainz den Bassenheimer Hof als Witwensitz erbauen. Ein Enkel von ihr erstritt sich einen bedeutsamen Teil des Erbes der dann ausgestorbenen Familie „von Ostein“.

## Keine Ehefrau
Lothar Johann Hugo Franz von Ostein blieb unverheiratet.

## Bauwerk

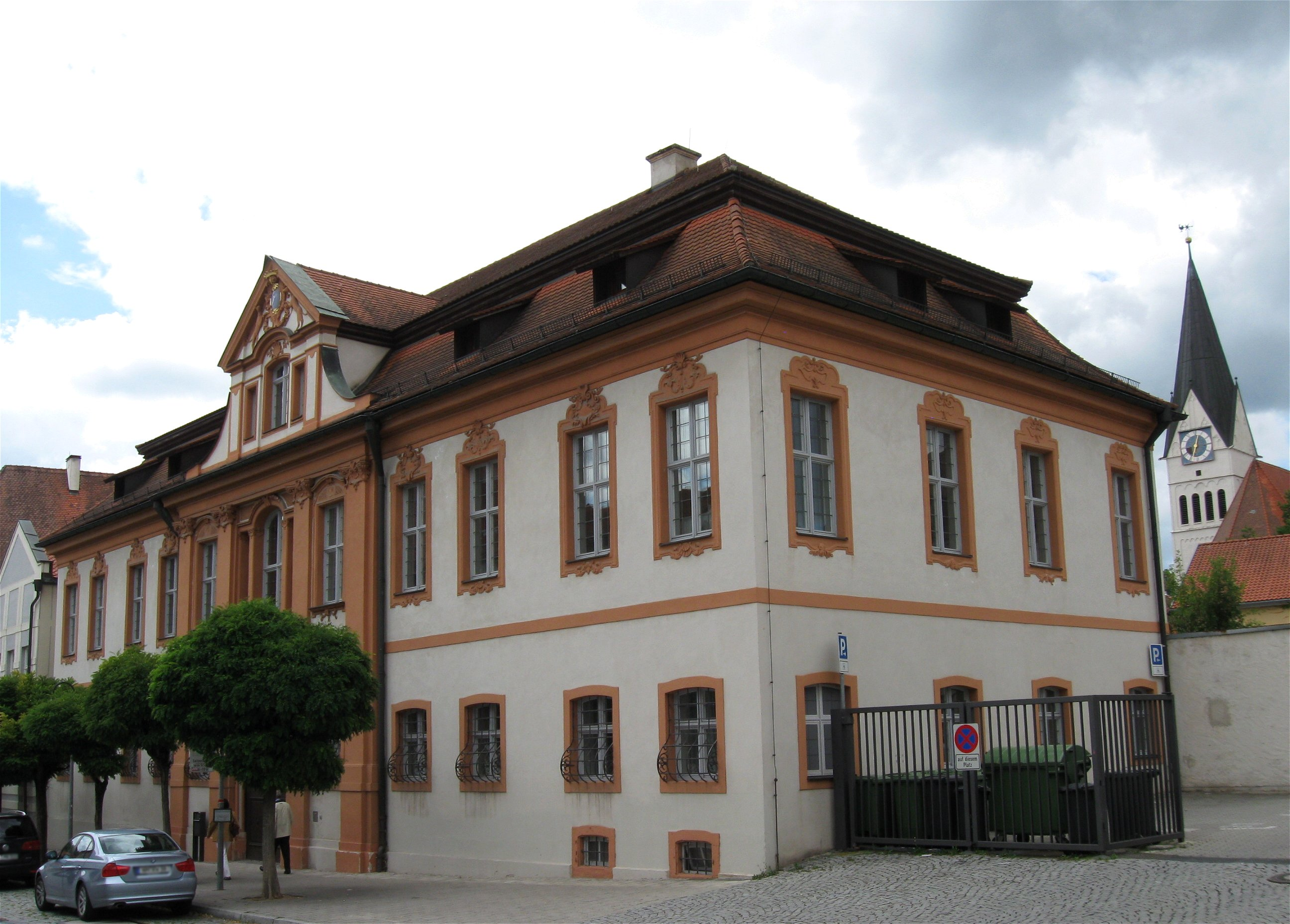
Ostein-Riedheim-Hof in Eichstätt

Während der Regierungszeit von Franz Ludwig Freiherr Schenk von Castell (* 5. August 1671 in Arberg; † 17. September 1736 in Eichstätt), dem 64. Bischof des Bistums Eichstätt und Fürstbischof des Hochstifts Eichstätt ließ 1730 Lothar Johann Hugo Franz von Ostein als 35-jähriger Domherr den Ostein-Riedheim-Hof von Gabriel de Gabrieli als Domherrenhof errichten. Dieses Rokokopalais mit Mansardwalmdach sowie Mittelrisalit und struckierten Fassaden steht noch heute in Eichstätt in der Leopoldstraße 1. Am Giebel das Osteinwappen und am Balkongitter das Riedheimwappen des seit 1294 schwäbisches Uradelsgeschlechts. Seit 1993 beherbergt der ehemalige Domherrenhof Ostein die Verwaltungsräume des Ordinariats- bzw. Diözesanarchivs einschließlich eines geräumigen Lesesaals, ein moderner Magazintrakt mit ungefähr 5 km Regalfläche schließt sich an.

## Standeserhebung
Lothar Johann Hugo Franz und seine Brüder Johann Friedrich Carl, zunächst kurfürstlich Mainzer Geheimrat, Domkustos in Mainz, Propst zu Frankfurt und späterer Erzbischof und Kurfürst von Mainz, Ludwig Carl Johann Eckenberth, kurfürstlich Mainzer und bischöflich Bamberger Geheimrat und Kammerpräsident, Heinrich Carl, kaiserlicher Kämmerer und Reichshofrat, Johann Franz Wolfgang Damian, Domkapitular in Bamberg und Ludwig Wilhelm Johann Maximilian von Ostein, kurfürstlich Mainzer Kämmerer wurden am 8. Dezember 1712 in den Reichsgrafenstand mit der Anrede Hoch- und Wohlgeboren erhoben.